# Hanna Karaszewska
Hanna Karaszewska (ur. 1955) – polska ekonomistka, dr hab. nauk ekonomicznych, profesor uczelni Katedry Organizacji i Zarządzania Wydziału Zarządzania Uniwersytetu Technologiczno-Przyrodniczego im. Jana i Jędrzeja Śniadeckich w Bydgoszczy.

## Życiorys
Obroniła pracę doktorską, 31 maja 2004 habilitowała się na podstawie pracy zatytułowanej Ewolucja wynagrodzeń w Polsce w okresie zmian systemu ekonomicznego. Otrzymała nominację profesorską. Została zatrudniona na stanowisku profesora w Państwowej Wyższej Szkole Zawodowej we Włocławku.
Objęła funkcję profesora nadzwyczajnego w Katedrze Gospodarowania Zasobami Pracy na Wydziale Nauk Ekonomicznych i Zarządzania Uniwersytetu Mikołaja Kopernika w Toruniu, a także profesora uczelni w Katedrze Organizacji i Zarządzania na Wydziale Zarządzania Uniwersytetu Technologiczno-Przyrodniczego im. Jana i Jędrzeja Śniadeckich w Bydgoszczy.